# Будинок В. В. Тарновського
Буди́нок В. В. Тарно́вського — історичний будинок у місті Чернігові, який першим розмістив експозицію Чернігівського історичного музею, що складалась із колекції Василя Тарновського-молодшого; нині (від 1980) року є приміщенням Чернігівської обласної бібліотеки для юнацтва.
Будинок розташований за адресою: вулиця Шевченка, 63.
Мурований, одноповерховий, Т-подібний у плані. За архітектурою близький до історизму.

## З історії будинку

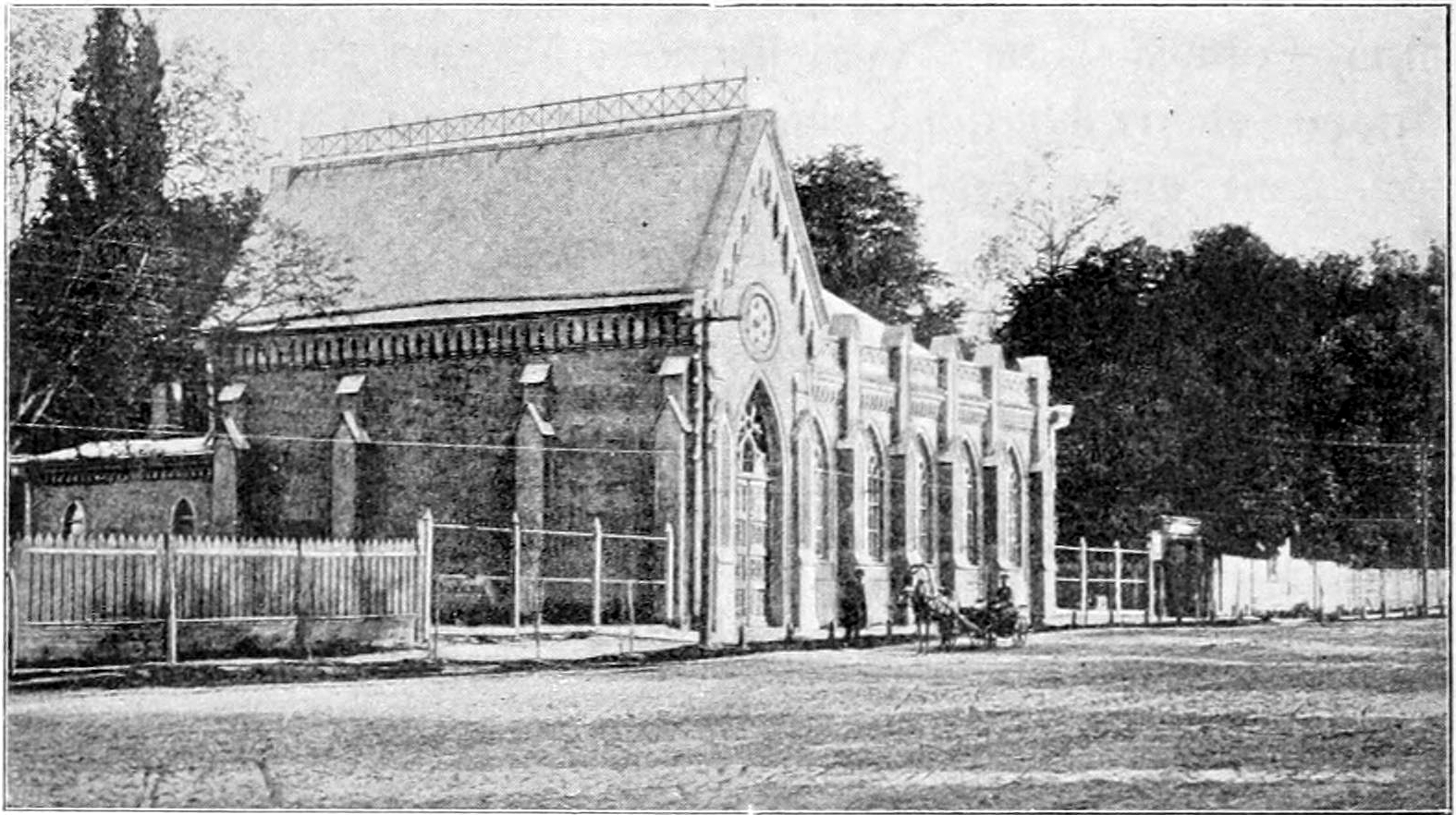
До 1909 року. З монографії Альфреда Єнсена про Івана Мазепу

Наприкінці XIX століття в цій будівлі діяв ремісничий клас сирітського будинку, і розташовувався він на тодішній околиці Чернігова — біля села Бобровиці.
Після прийняття Чернігівським губернським земством згідно із заповітом Василя Тарновського-молодшого (1897) його унікальної колекції — художніх творів, рукописів, зокрема і Тараса Шевченка (у колекції 758 предметів були присвячені Тарасу Шевченку, в тому числі близько 30 автографів творів, 285 малюнків і картин):
|  | «…завещаю в собственность Черниговскому губернскому земству без права отчуждения из г. Чернигова с тем чтобы музей назывался моим именем…» |

постало питання про її розміщення.
Протягом 1900—1901 років з цією метою було переобладнано й добудовано саме приміщення ремісничого класу сиротинця. І у 1902 році в будівлі був відкритий загальнодоступний Чернігівський музей українських старожитностей В. В. Тарновського.
До 1979 року (з перервами) у цьому будинку містилася експозиція Чернігівського історичного музею.
У радянські часи заповіт Тарновського порушили — значну частину експонатів вивезли із Чернігова. Шевченкіану, наприклад, перевезли у Київ, до Національного музею Тараса Шевченка та у відділ рукописів Інституту літератури імені Тараса Шевченка НАН України.
Від 1980 року в будинку В. В. Тарновського працює Чернігівська обласна бібліотека для юнацтва .
У південну стіну будівлі вмонтовано плиту з написом «В. В. Тарновський».

### Руйнування 11 березня 2022 року
Вночі 11 березня 2022 року під час облоги міста будівля зазнала значних пошкоджень внаслідок бомбардування російськими військами. На подвір'я бібліотеки та стадіон поблизу ворожа авіація скинула три фугасні 500-кілограмові бомби. Бомба, що впала на подвір'ї, зруйнувала стіну бібліотеки та внутрішні перекриття.

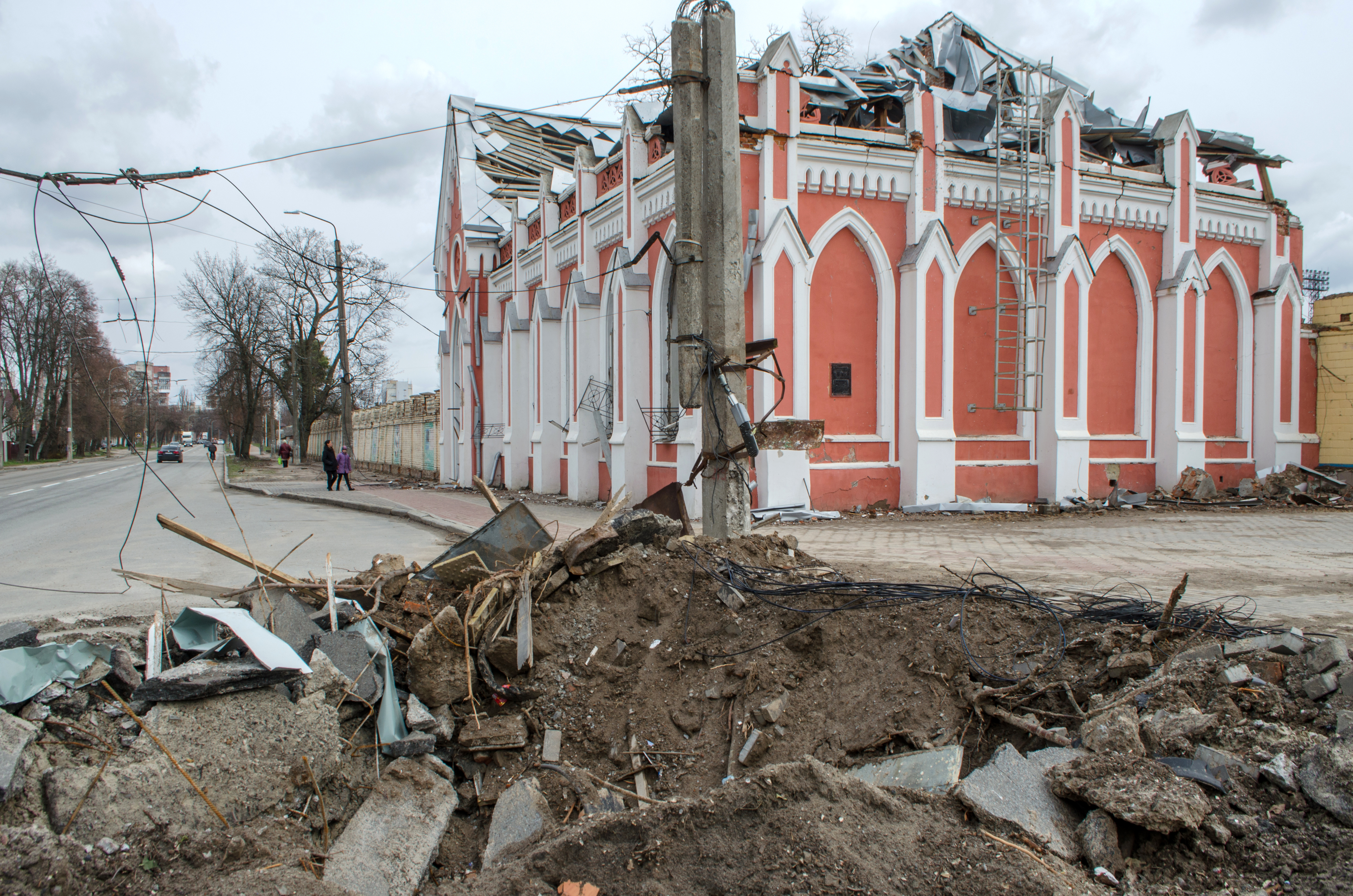
Вид на вирву (квітень 2022)
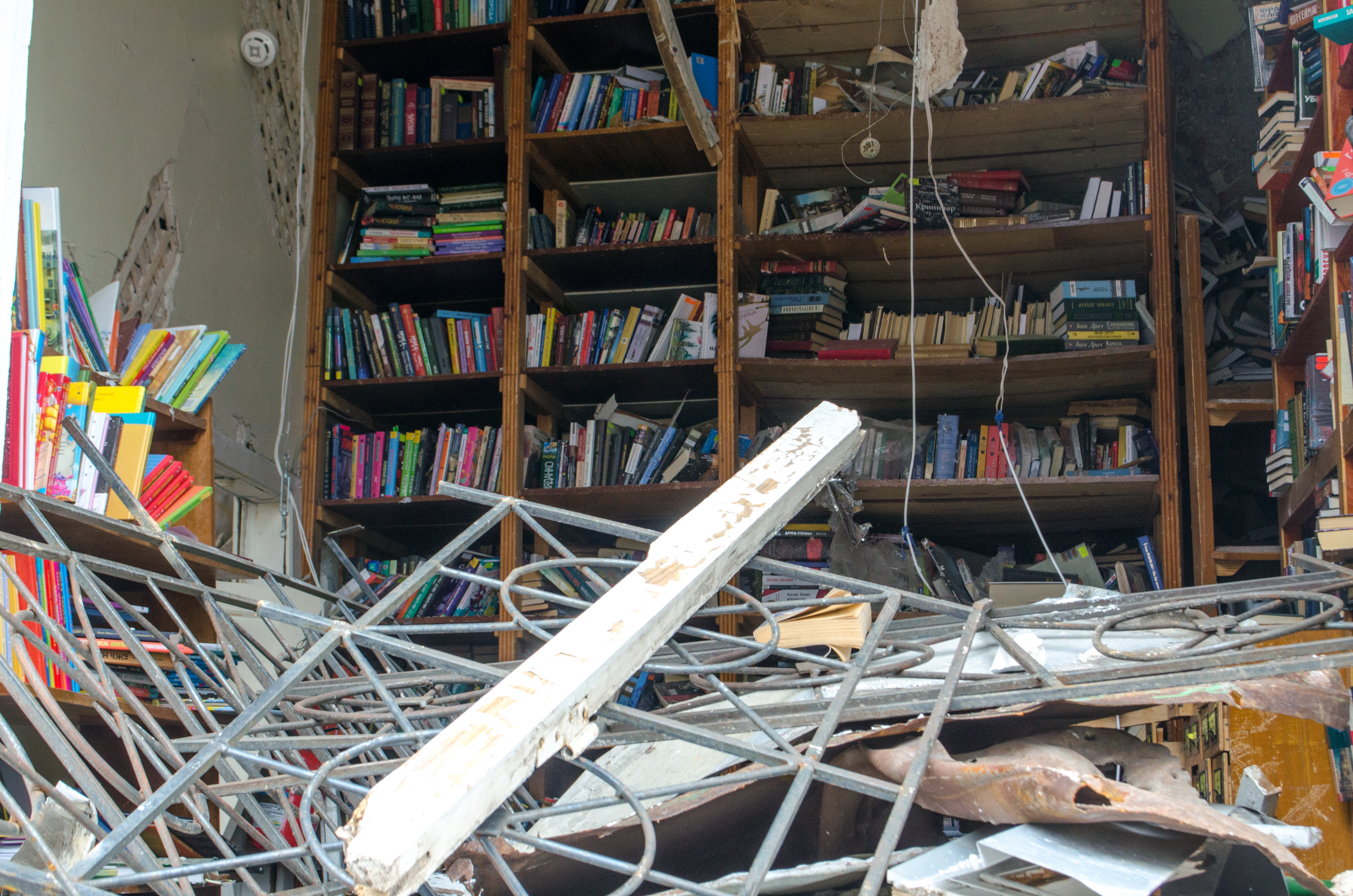
Вид всередині (квітень 2022)
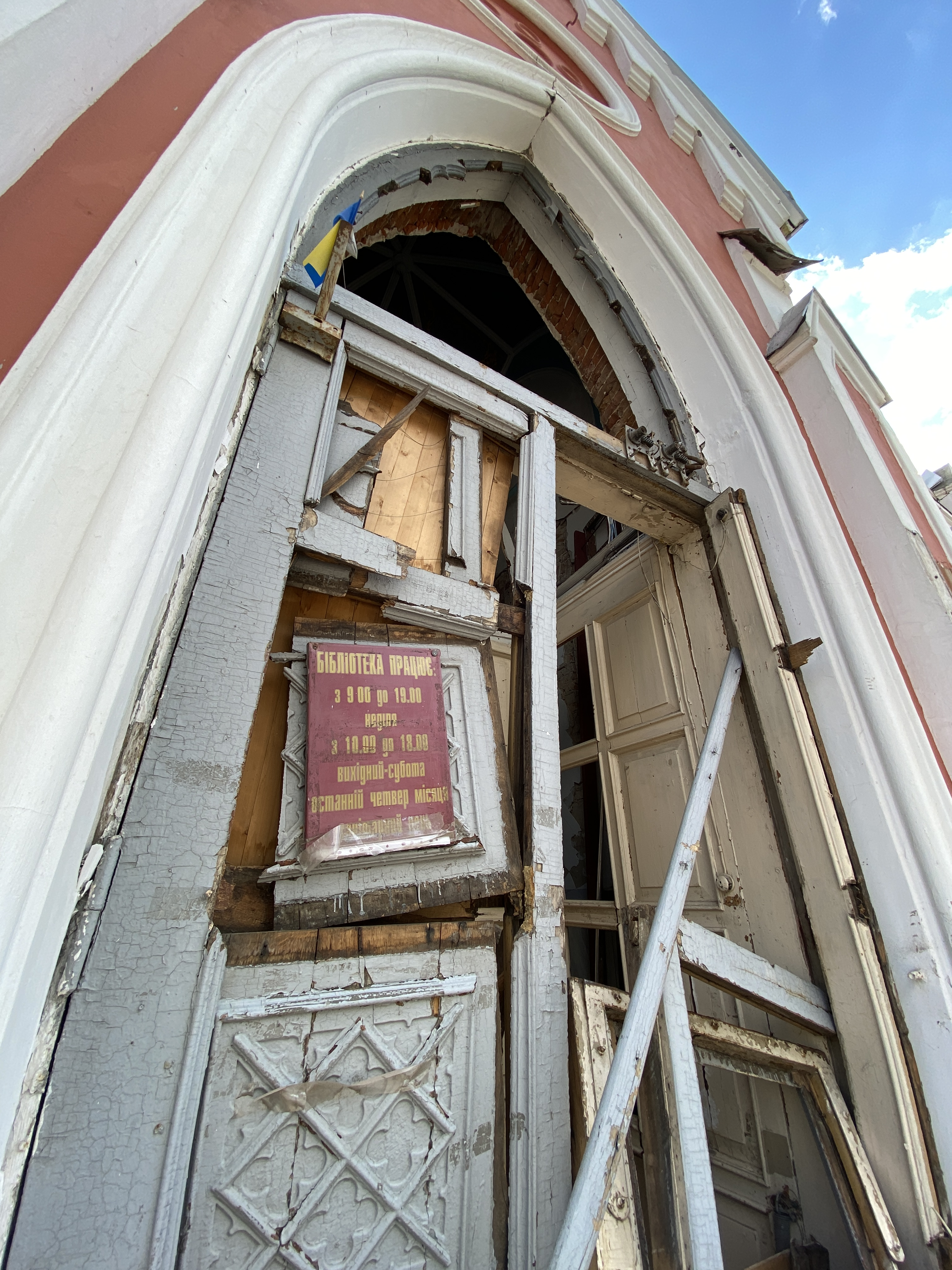
Вхід (квітень 2022)
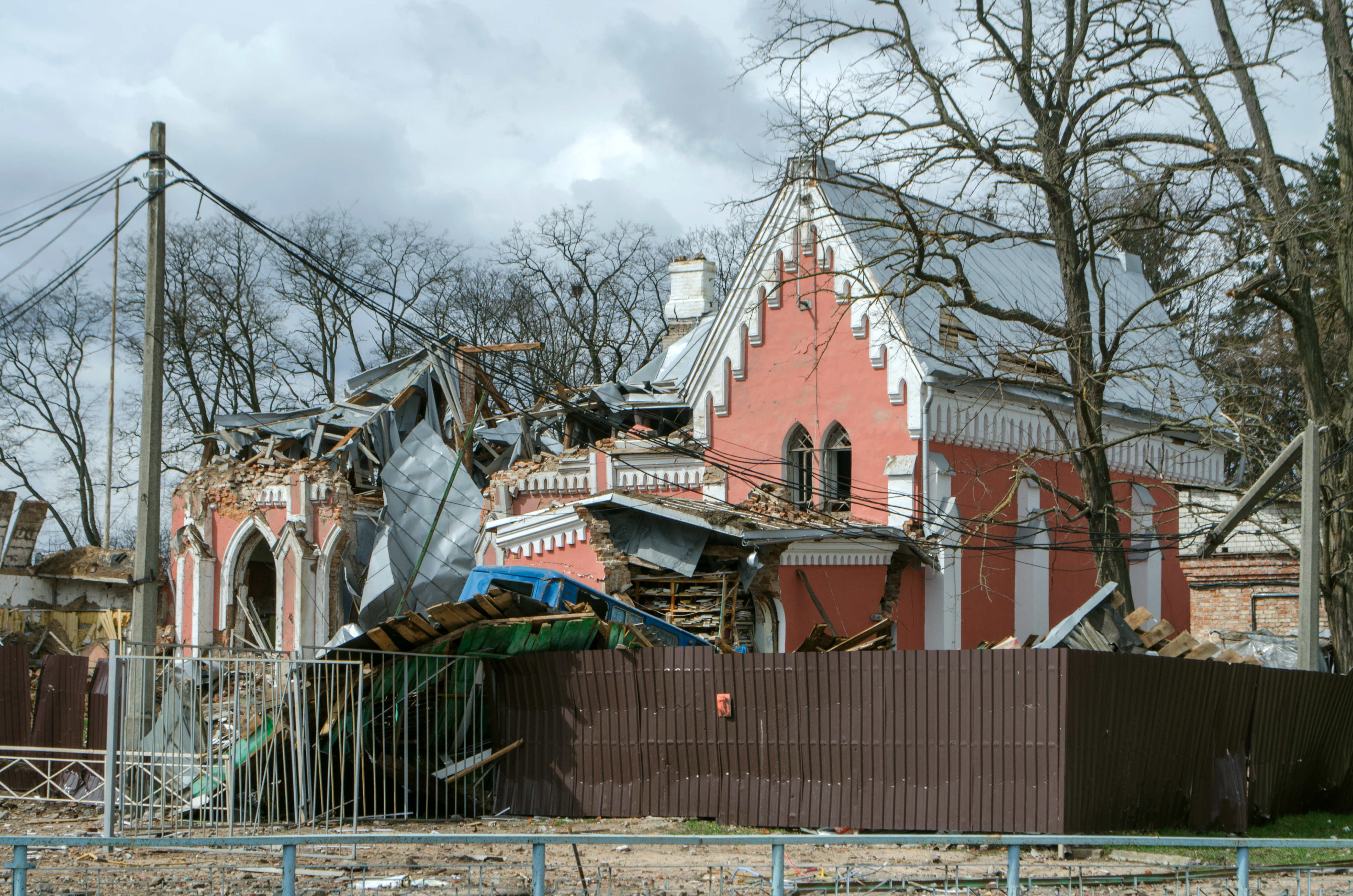
Вид із подвір'я (квітень 2022)
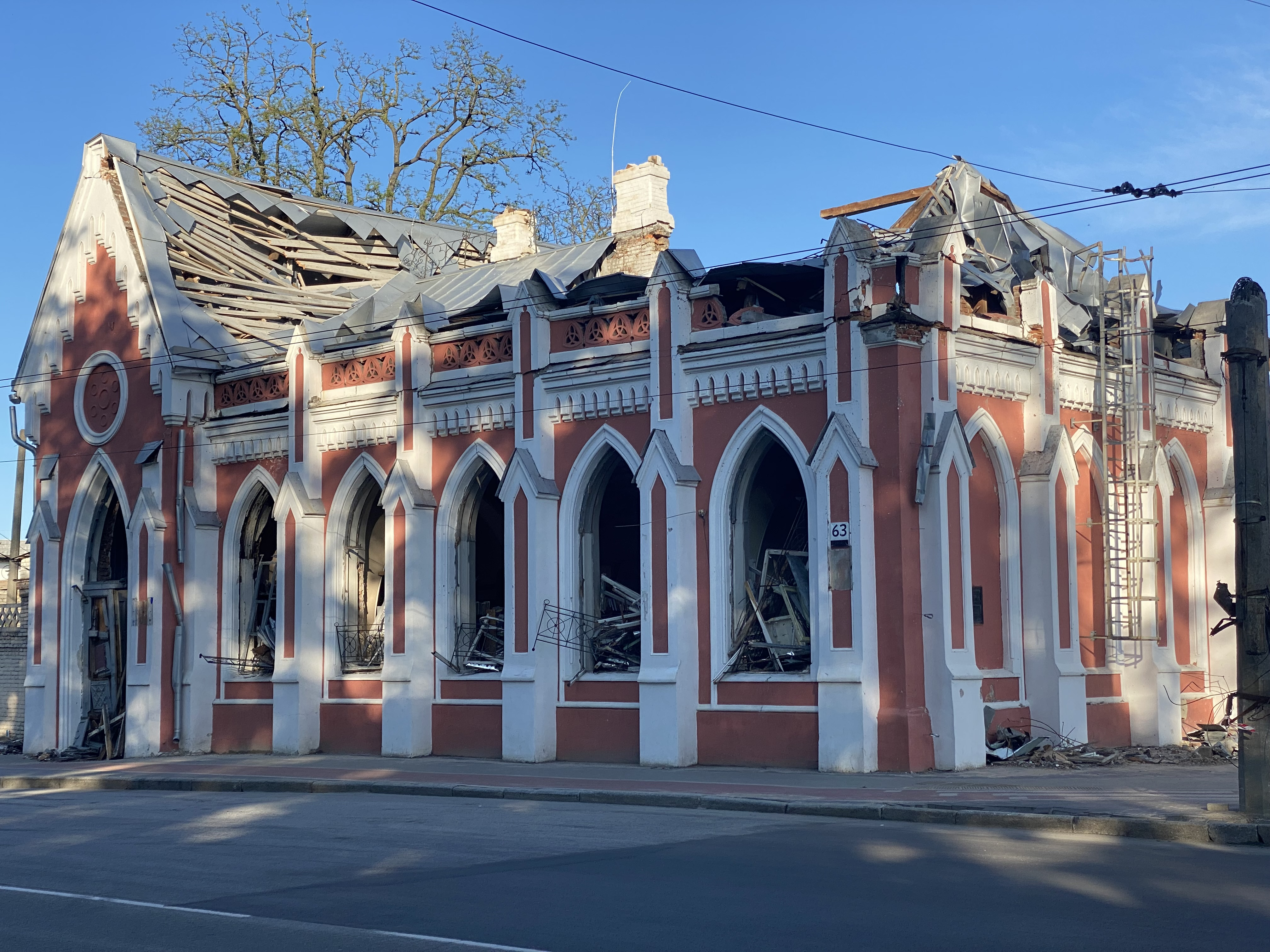
Загальний вид (травень 2022)
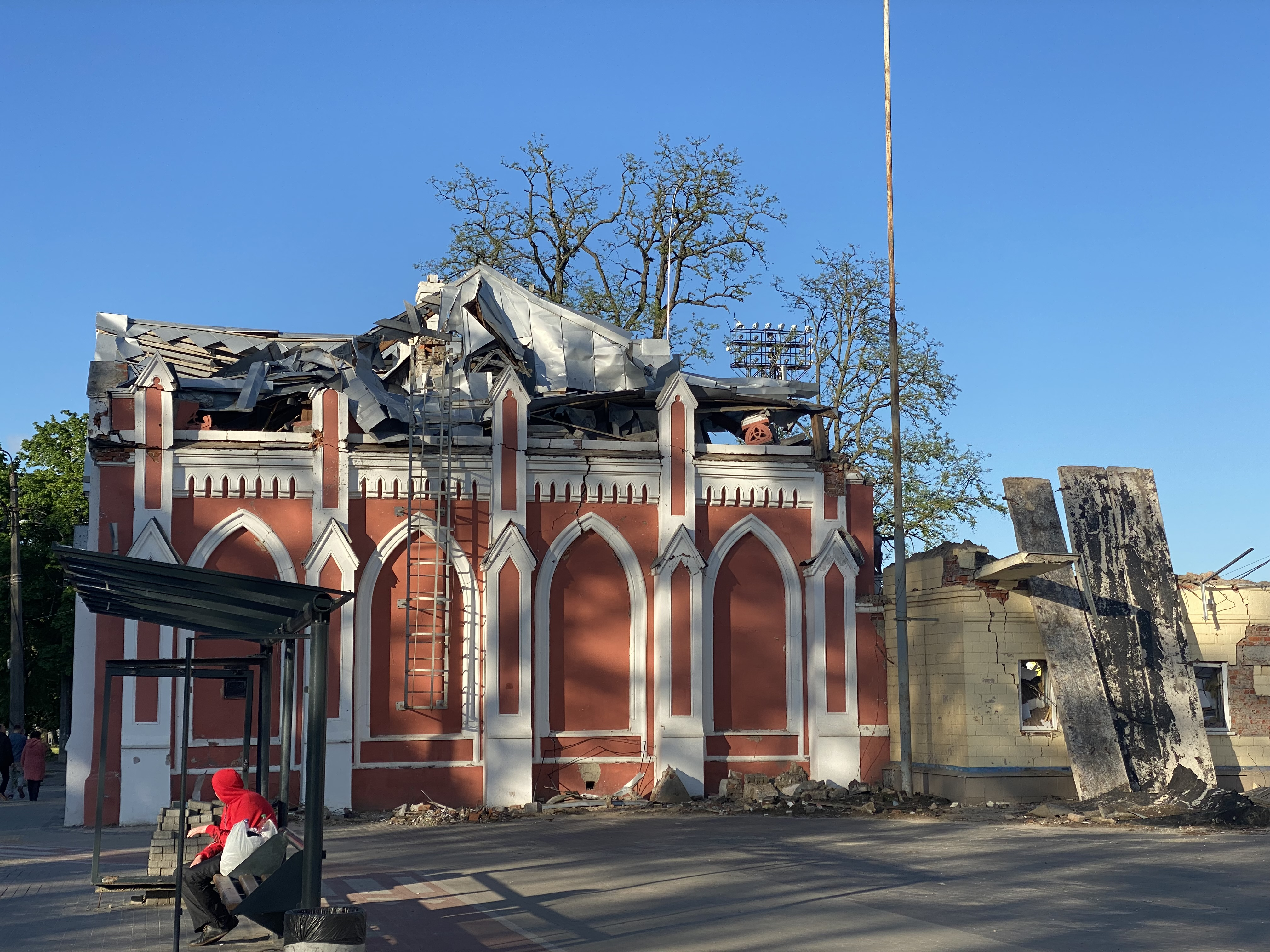
Бокова стіна (травень 2022)

## Галерея

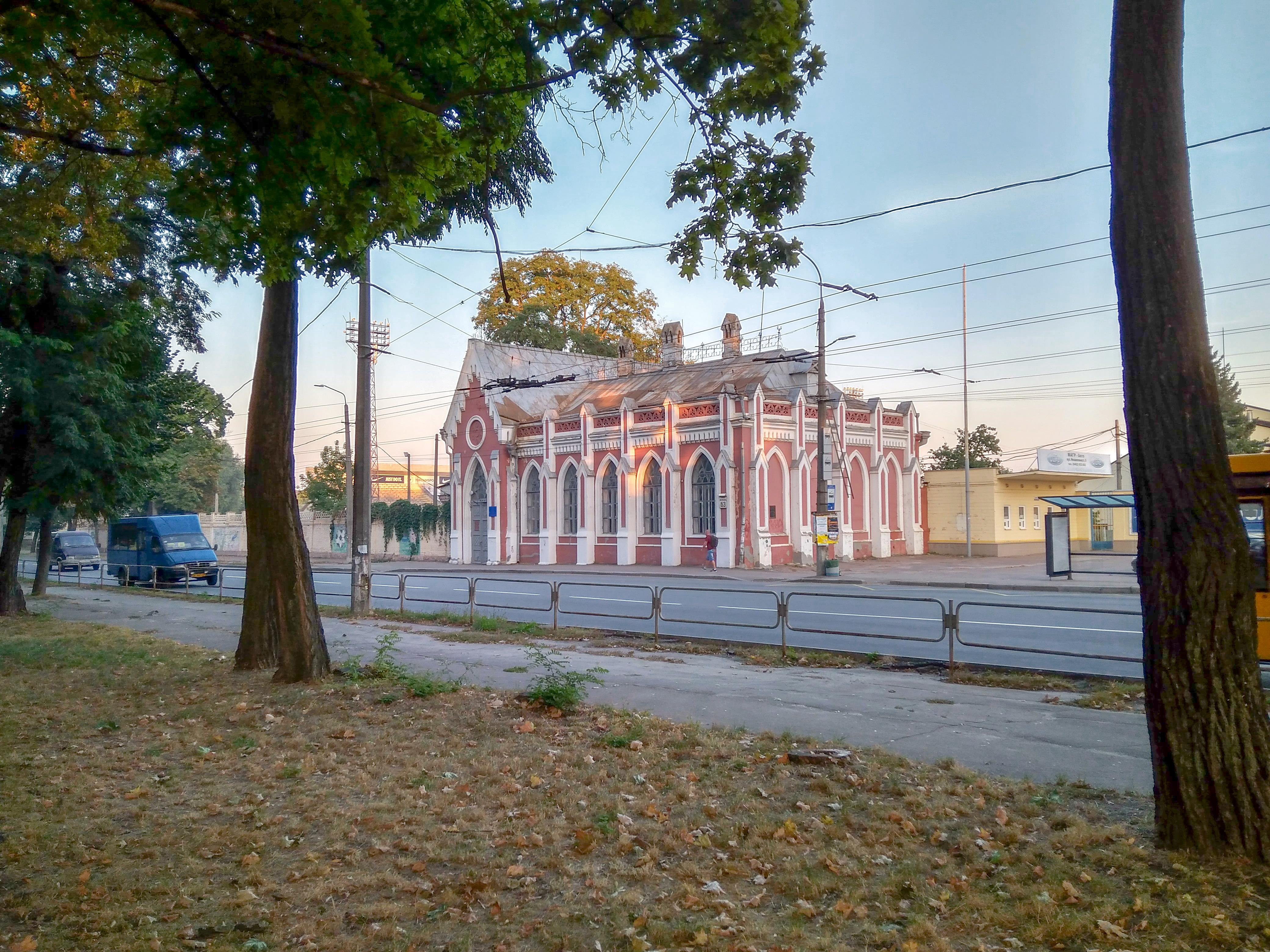
Вид на музей (вересень 2018)
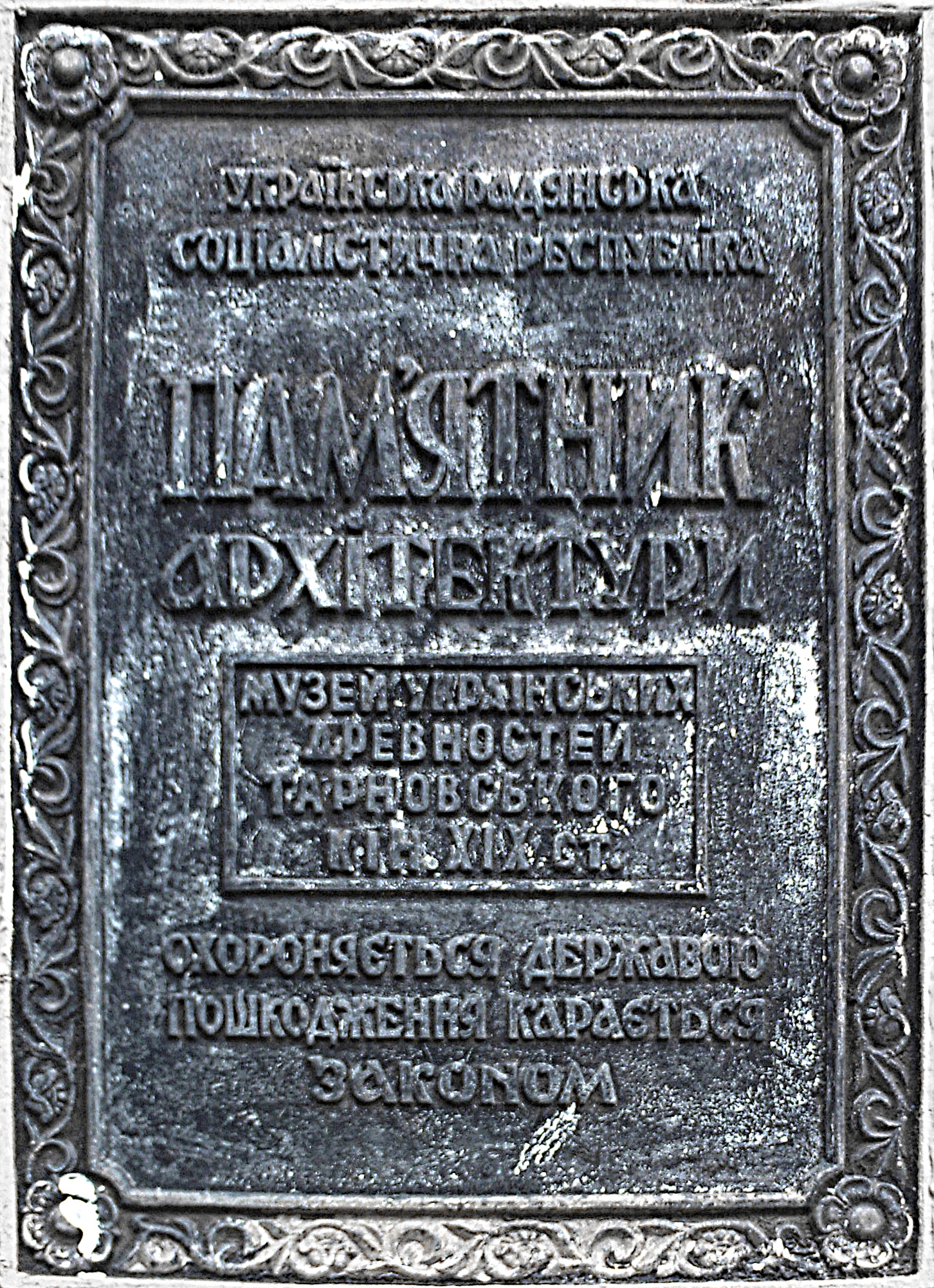
Охоронна табличка (2011)
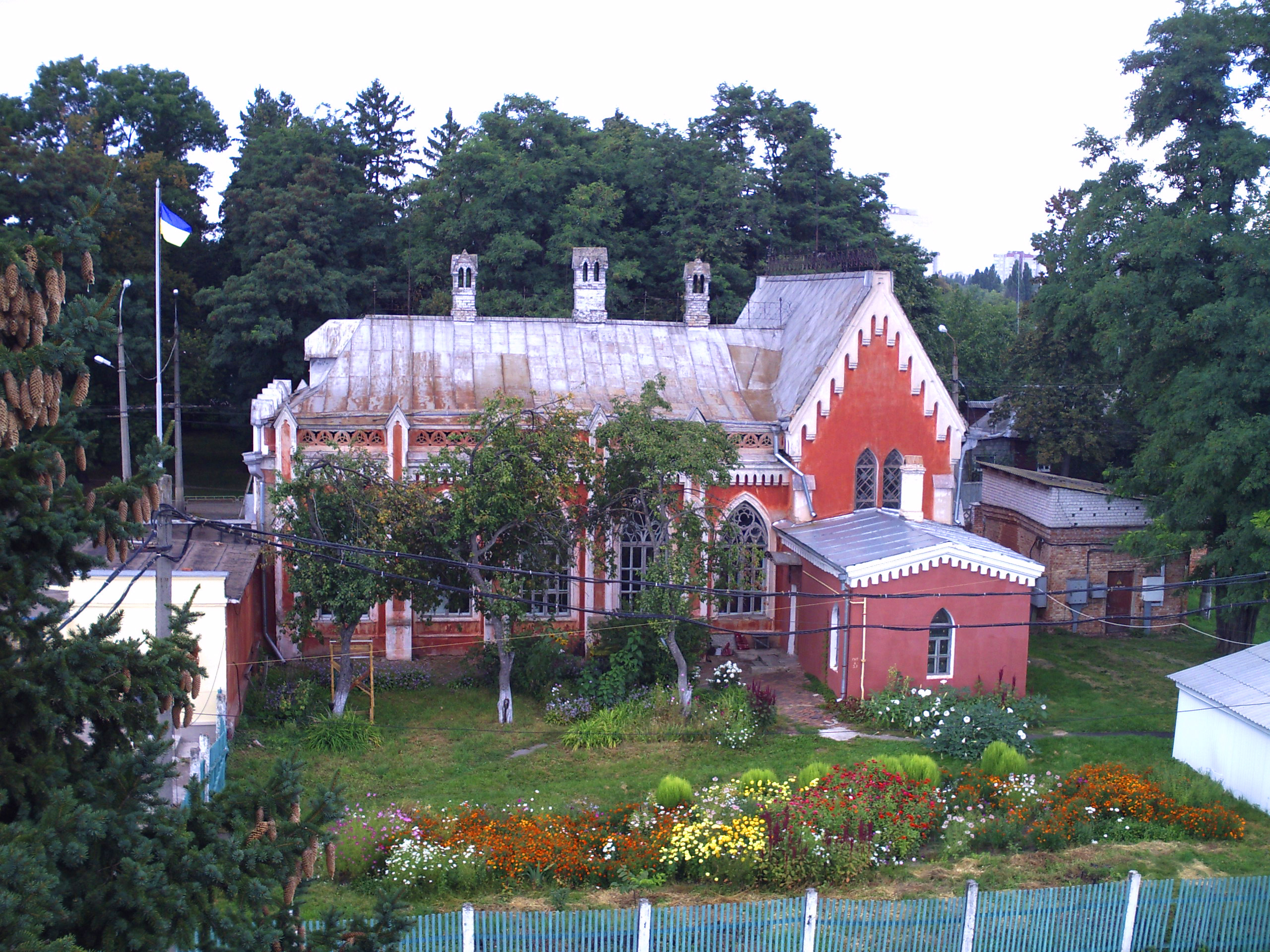
Подвір'я будинку (2011)
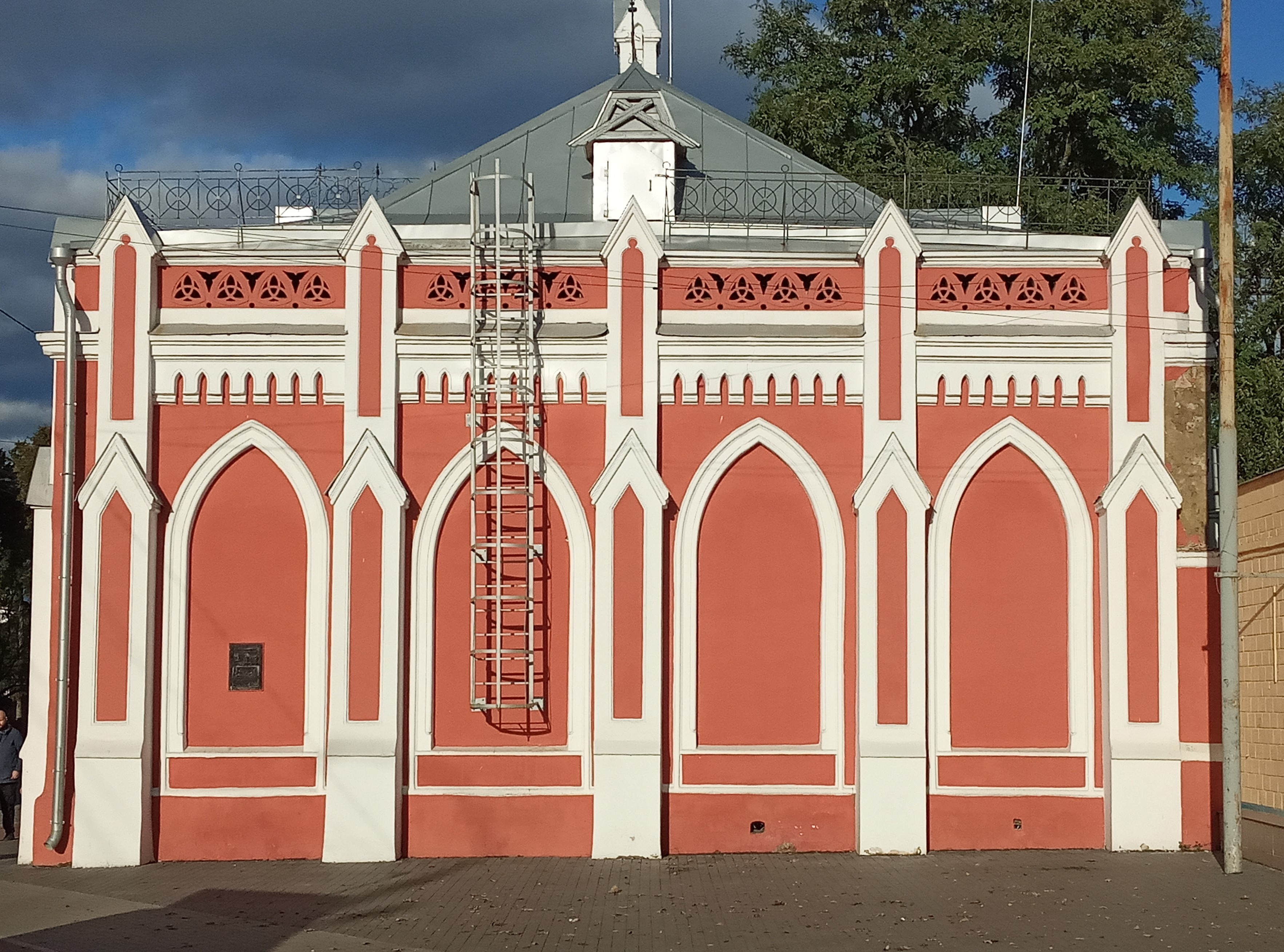
Вид збоку (вересень 2021)
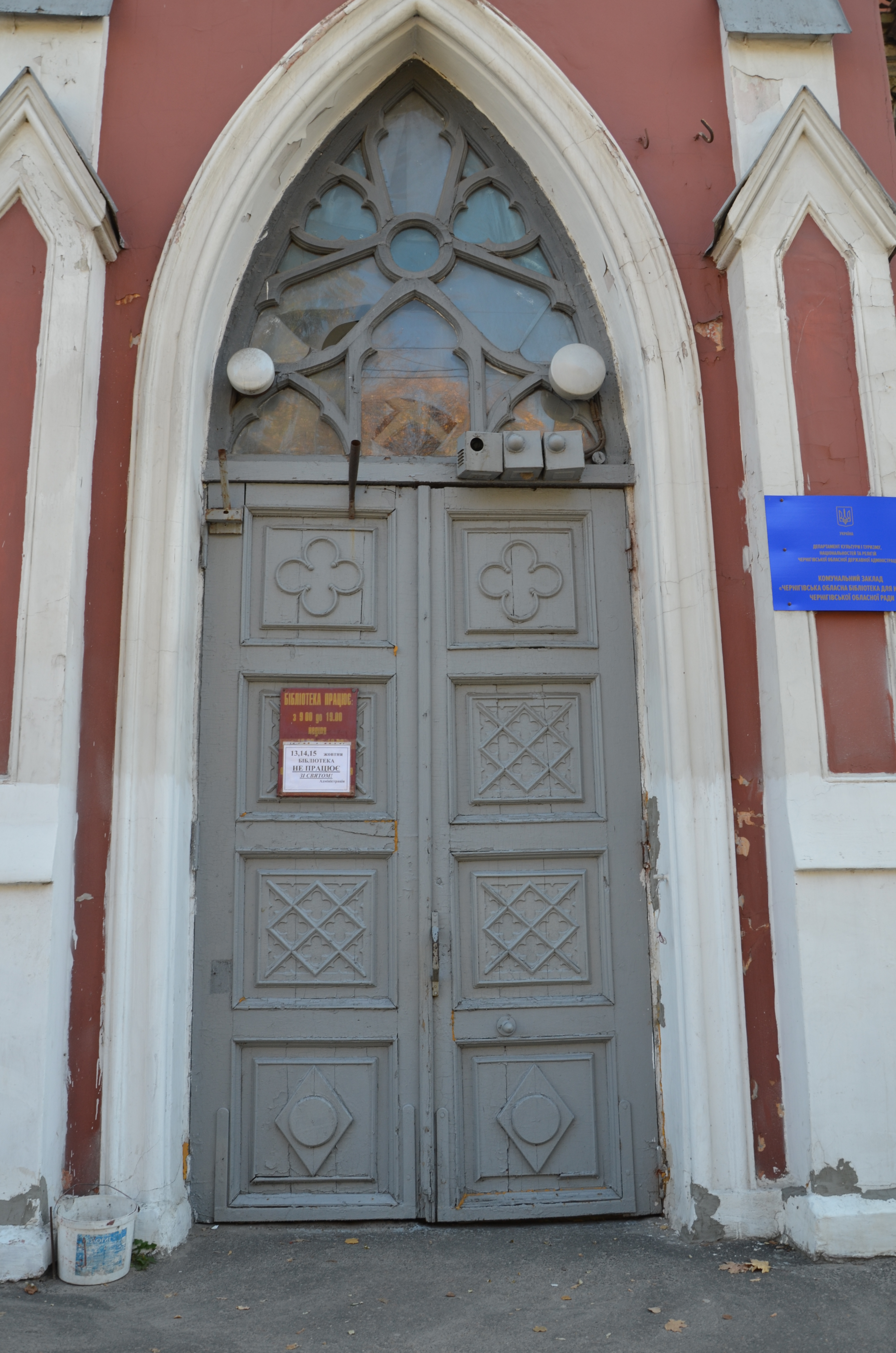
Вхід (жовтень 2018)
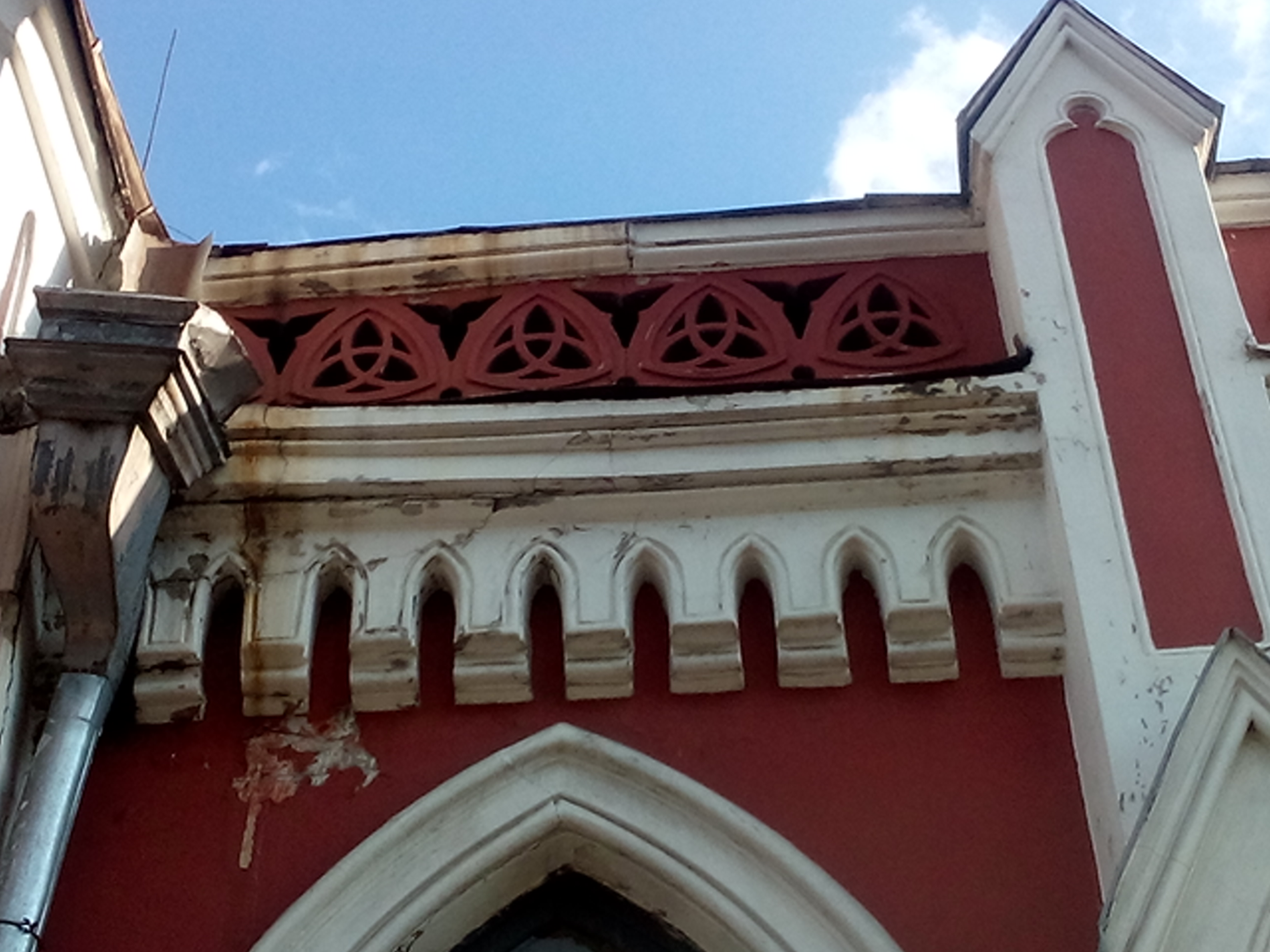
Елементи фасаду (вересень 2015)